# Erweitertes Splitting
Ein erweitertes Splitting kann vom Familiengericht im Rahmen eines bei einer Ehescheidung durchzuführenden Versorgungsausgleichs angeordnet werden. 
Nach dem Vorbild des Ehegattensplittings werden beim erweiterten Splitting zum Ausgleich für ein grundsätzlich schuldrechtlich auszugleichendes Anrecht ersatzweise vor oder in der Ehezeit in der gesetzlichen Rentenversicherung erworbene Anwartschaften des ausgleichspflichtigen Ehegatten auf das Rentenversicherungskonto des Ausgleichsberechtigten übertragen.
Die gesetzliche Grundlage des erweiterten Splittings findet sich in § 3b Abs. 1 Nr. 1  VAHRG.